# Emblyna angulata
Emblyna angulata är en spindelart som först beskrevs av James Henry Emerton 1915.  Emblyna angulata ingår i släktet Emblyna och familjen kardarspindlar. Inga underarter finns listade i Catalogue of Life.